# Marko Mamić
Marko Mamić (Zagreb, 6 de marzo de 1994) es un jugador de balonmano croata que juega de lateral izquierdo en el SC DHfK Leipzig y en la selección de balonmano de Croacia.
Su primer campeonato con la selección fue el Campeonato Europeo de Balonmano Masculino de 2016, donde ganó la medalla de bronce con la selección croata.

## Palmarés

### Selección nacional
| Campeonato Mundial | Campeonato Mundial           | Campeonato Mundial | Campeonato Mundial |
| Año                | Lugar                        | Medalla            |                    |
| ------------------ | ---------------------------- | ------------------ | ------------------ |
| 2025               | Croacia, Dinamarca y Noruega | Medalla de plata   |                    |
| Campeonato Europeo |                              |                    |                    |
| Año                | Lugar                        | Medalla            |                    |
| 2016               | Polonia                      | Medalla de bronce  |                    |
| 2020               | Austria, Noruega y Suecia    | Medalla de plata   |                    |

### Kadetten Schaffhausen
- Liga de Suiza de balonmano (2): 2014, 2015
- Copa de Suiza de balonmano (2): 2014, 2015

### Kielce
- Liga de Polonia de balonmano (2): 2018, 2019
- Copa de Polonia de balonmano (2): 2018, 2019

## Clubes
- RK Moslavina (2007-2012)
- Kadetten Schaffhausen (2012-2015)
- Dunkerque HB (2015-2017)[5]
- Vive Tauron Kielce (2017-2019)[6]
- SC DHfK Leipzig (2019- )